# Введенское (городской округ Домодедово)

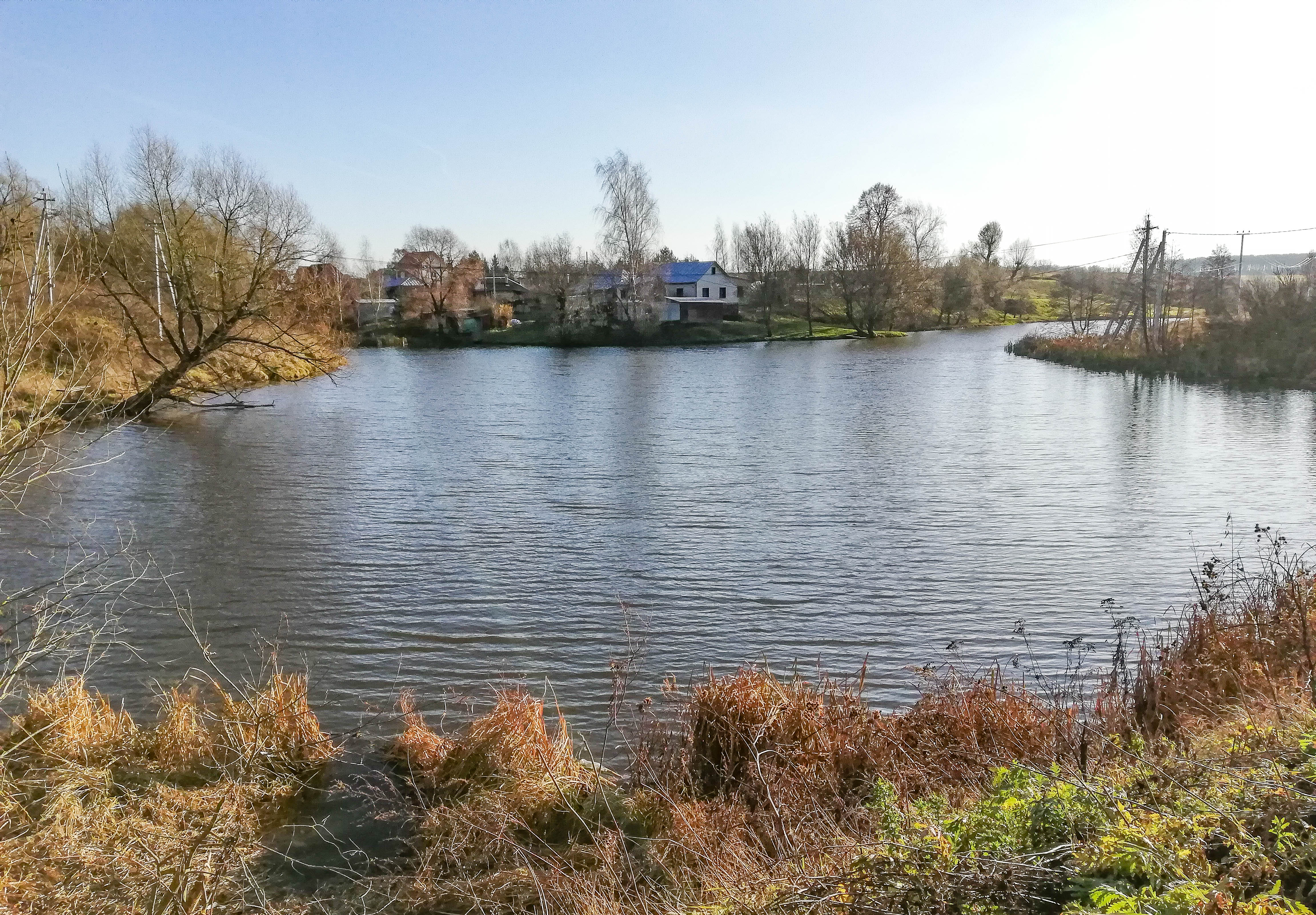
Один из прудов во Введенском

Введенское — село в Московской области, расположенное в границах городского округа Домодедово, относится к Лобановскому сельскому округу.
Численность населения по данным 2005 года — 154 жителя. В селе имеется улица с названием Сиреневая. В селе также есть почтовое отделение «Введенское».

## Население
| 2002 | 2010 |
| ---- | ---- |
| 172  | ↗186 |

## Образование
В селе была начальная школа — муниципальное общеобразовательное учреждение «Введенская начальная общеобразовательная школа», которая располагалась в доме 15 по улице Сиреневой.16 июля 2009 года учреждение было ликвидировано в связи с малым количеством учащихся.

## История
Село Введенское ранее принадлежало к Бронницкому уезду Московской губернии. Известно село по крайней мере с XVIII века. Село находится на той земле, которая раньше в старину называлась «Польщина» и в дальнейшем имела большое стратегическое значение для русского государства.
Название села скорее происходит от названия располагавшейся там церкви Введения. Жители села исповедовали православное христианство.

## Достопримечательности
В селе имеются остатки церкви. Её полное название - церковь Введения Пресвятой Богородицы во Храм. Жители называют её также Богородицкая церковь или Введенская. Заложена церковь была в XVIII веке или несколько ранее. Названа Введенская церковь в честь одного из двунадесятых праздников Введения во храм Пресвятой Богородицы. У церкви имеется пристройка — придел Иоанна Богослова. Последнее здание церкви было построено в 1782 году.
Введенская церковь была действующей и принадлежала к Русской православной церкви. В советское время службы в храме были прекращены, а во второй половине XX века само здание церкви было разрушено. В настоящее время остатки церкви являются достопримечательностью села Введенское.
В селе имеется монумент жителям Введенского и ближайших поселений, погибшим в Великой Отечественной войне.